# Liga Națională de handbal feminin 2017-2018, echipele
Acest articol prezintă componența echipelor care participă în Liga Națională de handbal feminin 2017-2018.

### CSM Bistrița
Antrenor principal:  Horațiu Pașca
Antrenor secund:  Alexandru Radu Moldovan
| Nr. | Post            | Nume                | Data nașterii (vârsta) | Înălțime | Selecții | Goluri | Echipă       |
| --- | --------------- | ------------------- | ---------------------- | -------- | -------- | ------ | ------------ |
| 1   | Portar          | Ana Maria Măzăreanu | 4 februarie 1993       | 1,80 m   |          |        | CSM Bistrița |
| 2   | Extremă stânga  | Nicoleta Dincă      | 2 august 1988          | 1,70 m   |          |        | CSM Bistrița |
| 4   | Centru          | Laura Pristăvița    | 20 iulie 1989          | 1,76 m   |          |        | CSM Bistrița |
| 5   | Inter stânga    | Szilvia Szabó       | 3 iulie 1996           |          |          |        | CSM Bistrița |
| 6   | Inter dreapta   | Almudena Rodríguez  | 9 noiembrie 1993       | 1,75 m   |          |        | CSM Bistrița |
| 9   | Inter stânga    | Irina Ivan          | 6 martie 1992          | 1,85 m   |          |        | CSM Bistrița |
| 12  | Portar          | Lia Sântămărean     | 19 martie 1988         | 1,74 m   |          |        | CSM Bistrița |
| 14  | Pivot           | Denisa Giurgică     | 9 decembrie 1990       |          |          |        | CSM Bistrița |
| 15  | Extremă dreapta | Andreea Bărbos      | 30 noiembrie 1992      | 1,70 m   |          |        | CSM Bistrița |
| 16  | Portar          | Viorica Țăgean      | 3 mai 1989             | 1,82 m   |          |        | CSM Bistrița |
| 20  | Inter dreapta   | Oana Chirilă        | 3 mai 1981             | 1,77 m   |          |        | CSM Bistrița |
| 23  | Extremă dreapta | Magdalena Paraschiv | 11 august 1982         | 1,67 m   |          |        | CSM Bistrița |
| 24  | Pivot           | Daniela Rațiu       | 14 septembrie 1988     | 1,73 m   |          |        | CSM Bistrița |
| 25  | Centru          | Andreea Tetean      | 25 februarie 1989      | 1,76 m   |          |        | CSM Bistrița |
| 26  | Extremă stânga  | Alexandra Orșivschi | 11 iulie 1994          | 1,72 m   |          |        | CSM Bistrița |
| 28  | Pivot           | Roxana Cîrjan       | 28 septembrie 1994     | 1,73 m   |          |        | CSM Bistrița |
| 96  | Extremă stânga  | Bianca Zegrean      | 23 august 1997         | 1,66 m   |          |        | CSM Bistrița |

### Corona Brașov
Antrenor principal:  Dragoș Dobrescu (din 14 februarie 2018)
Antrenor principal:  Vasile Curițeanu (din 19 ianuarie 2018, până pe 14 februarie 2018)
Antrenor principal:  Costică Buceschi (până pe 19 ianuarie 2018)
Antrenor secund:  Dragoș Dobrescu (până pe 14 februarie 2018)
| Nr. | Post            | Nume                      | Data nașterii (vârsta) | Înălțime | Selecții | Goluri | Echipă                 |
| --- | --------------- | ------------------------- | ---------------------- | -------- | -------- | ------ | ---------------------- |
| 1   | Portar          | Daciana Hosu              | 16 ianuarie 1998       | 1,82 m   |          |        | ASC Corona 2010 Brașov |
| 4   | Extremă stânga  | Andreea Chiricuță         | 27 februarie 1994      | 1,66 m   |          |        | ASC Corona 2010 Brașov |
| 6   | Inter stânga    | Cosmina Cozma1)           | 21 iunie 1992          |          |          |        | ASC Corona 2010 Brașov |
| 7   | Centru          | Eliza Buceschi            | 1 august 1993          | 1,77 m   |          |        | ASC Corona 2010 Brașov |
| 8   | Extremă dreapta | Laura Chiper (căpitan)3)  | 21 august 1989         | 1,73 m   |          |        | ASC Corona 2010 Brașov |
| 12  | Portar          | Ana Maria Mârcă           | 3 februarie 1984       | 1,77 m   |          |        | ASC Corona 2010 Brașov |
| 13  | Extremă stânga  | Cristina Crețu            | 13 ianuarie 1998       | 1,75 m   |          |        | ASC Corona 2010 Brașov |
| 14  | Extremă dreapta | Marilena Neagu            | 27 octombrie 1989      | 1,70 m   |          |        | ASC Corona 2010 Brașov |
| 17  | Inter stânga    | Teodora Bloj              | 31 ianuarie 1986       | 1,80 m   |          |        | ASC Corona 2010 Brașov |
| 18  | Extremă stânga  | Camelia Hotea (căpitan)2) | 28 octombrie 1984      | 1,75 m   |          |        | ASC Corona 2010 Brașov |
| 23  | Pivot           | Timea Tătar               | 28 iulie 1989          | 1,71 m   |          |        | ASC Corona 2010 Brașov |
| 29  | Inter dreapta   | Laura Popa                | 29 iunie 1994          | 1,81 m   |          |        | ASC Corona 2010 Brașov |
| 31  | Inter stânga    | Bianca Tiron              | 31 mai 1995            | 1,81 m   |          |        | ASC Corona 2010 Brașov |
| 44  | Pivot           | Cynthia Tomescu4)         | 30 iulie 1991          | 1,80 m   |          |        | ASC Corona 2010 Brașov |
| 78  | Portar          | Isabela Roșca             | 7 august 1996          | 1,82 m   |          |        | ASC Corona 2010 Brașov |
| 81  | Inter dreapta   | Daria Bucur               | 11 iulie 1999          | 1,81 m   |          |        | ASC Corona 2010 Brașov |
| 87  | Pivot           | Georgiana Ciuciulete      | 23 aprilie 1987        | 1,75 m   |          |        | ASC Corona 2010 Brașov |
| 99  | Inter stânga    | Sorina Tîrcă              | 27 mai 1999            | 1,75 m   |          |        | ASC Corona 2010 Brașov |

1) Până pe 11 decembrie 2017, când s-a transferat la CS Rapid București;
2) Până pe 19 ianuarie 2018, când Hotea a pierdut banderola de căpitan;
3) Numită căpitan pe 19 ianuarie 2018;
4) Până pe 31 ianuarie, când s-a transferat la CS Măgura Cisnădie;

### HC Dunărea Brăila
Antrenor principal:  Florentin Pera
Antrenor secund:  Sorin Leca (din februarie 2018)
Antrenor secund:  Dragoș Castalov (până pe 31 decembrie 2017)
Antrenor secund:  Claudiu Radu (până pe 31 decembrie 2017)
| Nr. | Post            | Nume                 | Data nașterii (vârsta) | Înălțime | Selecții | Goluri | Echipă            |
| --- | --------------- | -------------------- | ---------------------- | -------- | -------- | ------ | ----------------- |
| 1   | Portar          | Lăcrămioara Stan1)   | 24 aprilie 1995        | 1,78 m   |          |        | HC Dunărea Brăila |
| 3   | Inter dreapta   | Cristina Gheorghe    | 24 aprilie 1986        | 1,82 m   |          |        | HC Dunărea Brăila |
| 4   | Extremă dreapta | Ana Maria Berescu    | 4 octombrie 1985       | 1,68 m   |          |        | HC Dunărea Brăila |
| 7   | Extremă dreapta | Cătălina Preda       | 16 ianuarie 1991       | 1,74 m   |          |        | HC Dunărea Brăila |
| 8   | Pivot           | Florentina Craiu3)   | 24 ianuarie 1996       | 1,70 m   |          |        | HC Dunărea Brăila |
| 9   | Inter stânga    | Gabriella Szűcs      | 31 august 1984         | 1,83 m   |          |        | HC Dunărea Brăila |
| 10  | Inter stânga    | Diana Munteanu       | 1 mai 1987             | 1,89 m   |          |        | HC Dunărea Brăila |
| 11  | Extremă stânga  | Oana Cîrstea         | 5 februarie 1989       | 1,72 m   |          |        | HC Dunărea Brăila |
| 12  | Portar          | Bianca Aron5)        | 9 noiembrie 1999       | 1,73 m   |          |        | HC Dunărea Brăila |
| 15  | Centru          | Diana Axinte         | 16 ianuarie 1996       | 1,67 m   |          |        | HC Dunărea Brăila |
| 16  | Portar          | Gabriela Voicu4)     | 28 aprilie 1990        | 1,78 m   |          |        | HC Dunărea Brăila |
| 18  | Pivot           | Cristina Nan1)       | 19 mai 1990            | 1,78 m   |          |        | HC Dunărea Brăila |
| 18  | Centru          | Daniela Corban2)     | 5 ianuarie 1996        | 1,68 m   |          |        | HC Dunărea Brăila |
| 20  | Extremă dreapta | Iasmina Ichim        | 11 noiembrie 2001      |          |          |        | HC Dunărea Brăila |
| 21  | Centru          | Diana Ilina          | 4 ianuarie 1996        | 1,74 m   |          |        | HC Dunărea Brăila |
| 23  | Pivot           | Irina Burtea-Șuțka   | 5 martie 1983          | 1,80 m   |          |        | HC Dunărea Brăila |
| 28  | Extremă stânga  | Alina Vătu (căpitan) | 15 octombrie 1989      | 1,66 m   |          |        | HC Dunărea Brăila |
| 33  | Pivot           | Anca Ciuclaru        | 2 martie 1994          | 1,75 m   |          |        | HC Dunărea Brăila |
| 66  | Portar          | Adriana Medveďová    | 11 iulie 1992          | 1,84 m   |          |        | HC Dunărea Brăila |
| 98  | Extremă stânga  | Ștefania Epureanu    | 10 noiembrie 1998      | 1,70 m   |          |        | HC Dunărea Brăila |
| 99  | Centru          | Marija Šteriova      | 19 martie 1991         | 1,79 m   |          |        | HC Dunărea Brăila |

1) Până în decembrie 2017, când au devenit libere de contract. Handbalistele au depus memorii la FRH motivând neplata salariilor;
2) Din ianuarie 2018;
3) Din 22 ianuarie 2018;
4) Până pe 9 februarie 2018, când FRH i-a acceptat memoriul depus pentru neplata salariului și a declarat-o liberă de contract;
5) Împrumutată în ianuarie 2018 de la CSȘ Galați pentru a suplini plecarea Lăcrămioarei Stan;

### CSM București
Antrenor principal:  Helle Thomsen (până pe 16 martie 2018)
Antrenor secund:  Rasmus Rygaard Poulsen
Antrenor secund:  Adrian Vasile
| Nr. | Post                  | Nume                 | Data nașterii (vârsta) | Înălțime | Selecții | Goluri | Echipă        |
| --- | --------------------- | -------------------- | ---------------------- | -------- | -------- | ------ | ------------- |
| 2   | Extremă/Inter dreapta | Aneta Udriștioiu     | 22 iunie 1989          | 1,68 m   |          |        | CSM București |
| 4   | Centru                | Isabelle Gulldén     | 29 iunie 1989          | 1,79 m   |          |        | CSM București |
| 5   | Extremă stânga        | Iulia Curea          | 8 aprilie 1982         | 1,72 m   |          |        | CSM București |
| 8   | Inter stânga          | Cristina Neagu       | 26 august 1988         | 1,80 m   |          |        | CSM București |
| 9   | Inter stânga          | Sabina Jacobsen      | 24 martie 1989         | 1,81 m   |          |        | CSM București |
| 10  | Inter dreapta         | Line Jørgensen       | 31 decembrie 1989      | 1,86 m   |          |        | CSM București |
| 11  | Inter dreapta         | Camille Ayglon       | 21 mai 1985            | 1,80 m   |          |        | CSM București |
| 12  | Portar                | Alina Iordache       | 22 martie 1982         | 1,77 m   |          |        | CSM București |
| 13  | Pivot                 | Marit Malm Frafjord  | 25 noiembrie 1985      | 1,82 m   |          |        | CSM București |
| 14  | Inter stânga          | Bianca Bazaliu       | 30 iulie 1997          | 1,81 m   |          |        | CSM București |
| 22  | Pivot                 | Oana Manea (căpitan) | 18 aprilie 1985        | 1,76 m   |          |        | CSM București |
| 24  | Extremă/Inter dreapta | Amanda Kurtović      | 25 iulie 1991          | 1,75 m   |          |        | CSM București |
| 29  | Inter stânga          | Gnonsiane Niombla    | 9 iulie 1990           | 1,72 m   |          |        | CSM București |
| 30  | Portar                | Paula Ungureanu      | 30 martie 1980         | 1,80 m   |          |        | CSM București |
| 37  | Extremă dreapta       | Nathalie Hagman      | 19 iulie 1991          | 1,67 m   |          |        | CSM București |
| 71  | Pivot                 | Anastasia Lobaci     | 25 iunie 1987          | 1,82 m   |          |        | CSM București |
| 77  | Extremă stânga        | Majda Mehmedović     | 25 mai 1990            | 1,69 m   |          |        | CSM București |
| 87  | Portar                | Jelena Grubišić      | 20 ianuarie 1987       | 1,84 m   |          |        | CSM București |
|     | Extremă stânga        | Bianca Marin1)       | 30 octombrie 1999      |          |          |        | CSM București |

1) Din 29 octombrie 2017;

### CS Rapid USL Metrou București
Antrenor principal:  Adriana Milea (din 27 ianuarie 2018)
Antrenor principal:  Vasile Mărgulescu (până pe 26 ianuarie 2018)
Antrenor secund:  Alina Dobrin
| Nr. | Post            | Nume                 | Data nașterii (vârsta) | Înălțime | Selecții | Goluri | Echipă                        |
| --- | --------------- | -------------------- | ---------------------- | -------- | -------- | ------ | ----------------------------- |
| 1   | Portar          | Ioana Simion         | 10 februarie 1996      |          |          |        | CS Rapid USL Metrou București |
| 3   | Extremă stânga  | Roxana Bodârlău      | 29 iunie 1983          | 1,65 m   |          |        | CS Rapid USL Metrou București |
| 4   | Extremă dreapta | Ana Maria Chirigiu   | 22 decembrie 1988      |          |          |        | CS Rapid USL Metrou București |
| 5   | Pivot           | Laura Dorp4)         | 26 iulie 1996          | 1,79 m   |          |        | CS Rapid USL Metrou București |
| 6   | Inter stânga    | Cosmina Cozma5)      | 21 iunie 1992          |          |          |        | CS Rapid USL Metrou București |
| 7   | Extremă stânga  | Cristina Niculae     | 18 ianuarie 1981       | 1,67 m   |          |        | CS Rapid USL Metrou București |
| 8   | Inter dreapta   | Andreea Cruceanu     | 31 mai 1987            | 1,76 m   |          |        | CS Rapid USL Metrou București |
| 9   | Inter stânga    | Andreea Trăilă       | 30 noiembrie 1991      | 1,77 m   |          |        | CS Rapid USL Metrou București |
| 10  | Centru          | Alina Dobrin7)       | 1 august 1976          | 1,72 m   |          |        | CS Rapid USL Metrou București |
| 12  | Portar          | Andreea Arghir       | 20 octombrie 1992      | 1,78 m   |          |        | CS Rapid USL Metrou București |
| 13  | Pivot           | Mihaela Doica        | 5 februarie 1981       | 1,70 m   |          |        | CS Rapid USL Metrou București |
| 15  | Extremă stânga  | Alina Gheorghe       | 1 aprilie 1995         |          |          |        | CS Rapid USL Metrou București |
| 16  | Portar          | Kristina Graovac2)   | 14 august 1991         | 1,72 m   |          |        | CS Rapid USL Metrou București |
| 17  | Pivot           | Georgiana Brătulescu | 2 martie 1993          | 1,73 m   |          |        | CS Rapid USL Metrou București |
| 18  | Inter stânga    | Elena Dache1)        | 24 martie 1997         | 1,74 m   |          |        | CS Rapid USL Metrou București |
| 20  | Inter dreapta   | Hristina Nedeljković | 23 februarie 1995      | 1,78 m   |          |        | CS Rapid USL Metrou București |
| 23  | Centru          | Iuliana Abbara6)     | 31 iulie 1982          |          |          |        | CS Rapid USL Metrou București |
| 70  | Centru          | Andreea Popa3)       | 3 iunie 2000           | 1,75 m   |          |        | CS Rapid USL Metrou București |
| 77  | Inter stânga    | Laura Leahu          | 1 august 1991          | 1,73 m   |          |        | CS Rapid USL Metrou București |
| 87  | Inter stânga    | Oana Bucă            | 13 martie 1997         |          |          |        | CS Rapid USL Metrou București |
| 88  | Inter stânga    | Alexandra Trifan     | 28 august 1989         |          |          |        | CS Rapid USL Metrou București |
| 91  | Portar          | Olivia Nanu8)        | 11 august 1987         | 1,84 m   |          |        | CS Rapid USL Metrou București |
| 99  | Extremă stânga  | Camelia Carabulea    | 11 noiembrie 1994      | 1,67 m   |          |        | CS Rapid USL Metrou București |
|     | Inter stânga    | Mihaela Popa         | 4 iunie 1988           | 1,80 m   |          |        | CS Rapid USL Metrou București |
|     | Pivot           | Georgiana Bazon      | 11 ianuarie 1994       | 1,83 m   |          |        | CS Rapid USL Metrou București |

1) Împrumutată de la CSM București în iulie 2017;
2) Până pe 22 septembrie 2017, când și-a anunțat întoarcerea la echipa turcă Ardeşen GSK;
3) Din 6 septembrie 2017;
4) Până în decembrie 2017, când s-a transferat la echipa franceză Handball Club Celles-sur-Belle;
5) Din 11 decembrie 2017, venită de la Corona Brașov;
6) Din ianuarie 2018;
7) Retrasă din activitate după accidentarea gravă din 21 octombrie 2017;
8) Din 30 octombrie 2017;

### CS Măgura Cisnădie
Antrenor principal:  Alexandru Weber
Antrenor secund:  Bogdan Nițu
| Nr. | Post            | Nume                  | Data nașterii (vârsta) | Înălțime | Selecții | Goluri | Echipă             |
| --- | --------------- | --------------------- | ---------------------- | -------- | -------- | ------ | ------------------ |
| 4   | Inter stânga    | Ivana Božović         | 28 ianuarie 1991       | 1,78 m   |          |        | CS Măgura Cisnădie |
| 8   | Inter stânga    | Cristina Strahan1)    | 24 iunie 1992          | 1,78 m   |          |        | CS Măgura Cisnădie |
| 8   | Centru          | Paula Chirilă         | 7 februarie 1991       | 1,75 m   |          |        | CS Măgura Cisnădie |
| 13  | Extremă stânga  | Paula Hoha            | 31 martie 1990         |          |          |        | CS Măgura Cisnădie |
| 17  | Centru          | Larisa Șerban         | 17 martie 1999         |          |          |        | CS Măgura Cisnădie |
| 14  | Inter dreapta   | Ada Moldovan          | 15 noiembrie 1983      | 1,75 m   |          |        | CS Măgura Cisnădie |
| 20  | Extremă stânga  | Larissa Araújo        | 1 iulie 1992           | 1,81 m   |          |        | CS Măgura Cisnădie |
| 22  | Pivot           | Maria Ilea            | 2 septembrie 1999      |          |          |        | CS Măgura Cisnădie |
| 30  | Inter stânga    | Daniela Crap          | 27 septembrie 1984     | 1,83 m   |          |        | CS Măgura Cisnădie |
| 66  | Inter dreapta   | Andreea Mărginean1)   | 17 ianuarie 1990       |          |          |        | CS Măgura Cisnădie |
| 66  | Pivot           | Cynthia Tomescu2)     | 30 iulie 1991          | 1,80 m   |          |        | CS Măgura Cisnădie |
| 80  | Centru          | Roxana Gatzel         | 28 mai 1980            | 1,71 m   |          |        | CS Măgura Cisnădie |
| 81  | Inter dreapta   | Deonise Fachinello    | 20 iunie 1983          | 1,80 m   |          |        | CS Măgura Cisnădie |
| 84  | Portar          | Dragica Tatalović     | 26 noiembrie 1984      | 1,79 m   |          |        | CS Măgura Cisnădie |
| 85  | Portar          | Mirela Pașca          | 26 septembrie 1985     | 1,78 m   |          |        | CS Măgura Cisnădie |
| 88  | Extremă dreapta | Mariana Costa         | 14 octombrie 1992      | 1,66 m   |          |        | CS Măgura Cisnădie |
| 89  | Portar          | Cristina Popovici     | 19 octombrie 1989      |          |          |        | CS Măgura Cisnădie |
| 94  | Extremă dreapta | Larissa Inae Da Silva | 4 aprilie 1994         |          |          |        | CS Măgura Cisnădie |
| 99  | Pivot           | Oana Apetrei          | 13 noiembrie 1985      | 1,75 m   |          |        | CS Măgura Cisnădie |
|     | Portar          | Gabriela Voicu3)      | 28 aprilie 1990        | 1,78 m   |          |        | CS Măgura Cisnădie |

1) Până în decembrie 2017, când s-au transferat la SCM Gloria Buzău, în Divizia A;
2) Din 31 ianuarie 2018;
3) Din februarie 2018;

### Universitatea Alexandrion Cluj
Antrenor principal:  Alin Bondar (din 9 octombrie 2017)
Antrenor principal:  Adrian Popovici (până pe 8 octombrie 2017)
| Nr. | Post            | Nume                       | Data nașterii (vârsta) | Înălțime | Selecții | Goluri | Echipă                         |
| --- | --------------- | -------------------------- | ---------------------- | -------- | -------- | ------ | ------------------------------ |
| 2   |                 | Roxana Sabău2)             | 12 ianuarie 2001       |          |          |        | Universitatea Alexandrion Cluj |
| 3   |                 | Maria Damian2)             | 30 noiembrie 1999      |          |          |        | Universitatea Alexandrion Cluj |
| 4   | Inter stânga    | Alexandra Severin1)        | 30 martie 1998         | 1,76 m   |          |        | Universitatea Alexandrion Cluj |
| 6   | Extremă stânga  | Abigail Vălean             | 14 februarie 1994      | 1,71 m   |          |        | Universitatea Alexandrion Cluj |
| 7   | Extremă stânga  | Alexandra Dindiligan       | 16 februarie 1997      | 1,69 m   |          |        | Universitatea Alexandrion Cluj |
| 9   | Inter stânga    | Réka Tamás                 | 17 mai 1993            | 1,81 m   |          |        | Universitatea Alexandrion Cluj |
| 10  | Pivot           | Florina Chintoan (căpitan) | 6 decembrie 1985       | 1,78 m   |          |        | Universitatea Alexandrion Cluj |
| 11  | Extremă dreapta | Sonia Vasiliu              | 11 ianuarie 1996       | 1,82 m   |          |        | Universitatea Alexandrion Cluj |
| 12  | Portar          | Ionica Munteanu            | 7 ianuarie 1979        | 1,74 m   |          |        | Universitatea Alexandrion Cluj |
| 13  | Inter dreapta   | Miruna Pica                | 23 ianuarie 2001       |          |          |        | Universitatea Alexandrion Cluj |
| 14  | Inter stânga    | Corina Biriș3)             | 20 iunie 1997          | 1,77 m   |          |        | Universitatea Alexandrion Cluj |
| 16  | Portar          | Alexandra Prodan           | 11 iunie 1996          |          |          |        | Universitatea Alexandrion Cluj |
| 17  | Inter stânga    | Raluca Petruș              | 26 decembrie 1998      |          |          |        | Universitatea Alexandrion Cluj |
| 19  | Inter dreapta   | Diana Lazăr                | 24 august 1991         | 1,78 m   |          |        | Universitatea Alexandrion Cluj |
| 23  | Extremă dreapta | Ana Maria Berbece          | 23 iulie 1999          | 1,73 m   |          |        | Universitatea Alexandrion Cluj |
| 25  | Centru          | Mihaela Ani-Senocico       | 14 decembrie 1981      | 1,74 m   |          |        | Universitatea Alexandrion Cluj |
| 30  | Extremă dreapta | Cristina Boian             | 28 aprilie 1994        | 1,64 m   |          |        | Universitatea Alexandrion Cluj |
| 47  | Extremă stânga  | Antonia Cânța              | 14 ianuarie 1998       |          |          |        | Universitatea Alexandrion Cluj |
|     | Centru          | Camelia Pașca              | 21 februarie 1998      |          |          |        | Universitatea Alexandrion Cluj |

1) Până în octombrie 2017, când s-a transferat la CS Dinamo București, în Divizia A;;
2) Promovate în ianuarie 2018 de la echipa de junioare;
3) Până pe 16 octombrie 2017, când s-a transferat la CS Minaur Baia Mare, în Divizia A;

### SCM Craiova
Antrenor principal:  Bogdan Burcea
Antrenor secund:  Grigore Albici
Antrenor secund:  Dumitru Berbece
| Nr. | Post            | Nume                        | Data nașterii (vârsta) | Înălțime | Selecții | Goluri | Echipă      |
| --- | --------------- | --------------------------- | ---------------------- | -------- | -------- | ------ | ----------- |
| 1   | Portar          | Cristina Lung               | 4 ianuarie 2000        | 1,85 m   |          |        | SCM Craiova |
| 2   | Centru          | Andreea Rădoi               | 2 decembrie 1992       | 1,70 m   |          |        | SCM Craiova |
| 5   | Inter stânga    | Jelena Trifunović           | 4 august 1991          | 1,79 m   |          |        | SCM Craiova |
| 6   | Extremă stânga  | Carmen Șelaru               | 24 septembrie 1991     | 1,70 m   |          |        | SCM Craiova |
| 7   | Extremă stânga  | Alexandra Colac             | 19 ianuarie 1998       | 1,69 m   |          |        | SCM Craiova |
| 8   | Centru          | Lorena Stoican              | 29 iulie 1998          | 1,74 m   |          |        | SCM Craiova |
| 11  | Centru          | Ana Maria Țicu              | 23 februarie 1992      | 1,68 m   |          |        | SCM Craiova |
| 12  | Portar          | Florentina Grecu-Stanciu    | 28 iulie 1982          | 1,84 m   |          |        | SCM Craiova |
| 13  | Pivot           | Teodora Popescu             | 7 noiembrie 1998       | 1,75 m   |          |        | SCM Craiova |
| 14  | Extremă dreapta | Željka Nikolić              | 12 iulie 1991          | 1,64 m   |          |        | SCM Craiova |
| 15  | Extremă stânga  | Valentina Ardean-Elisei     | 5 iunie 1982           | 1,71 m   |          |        | SCM Craiova |
| 16  | Portar          | Iulia Dumanska              | 15 august 1996         | 1,72 m   |          |        | SCM Craiova |
| 26  | Inter stânga    | Nicoleta Tudor              | 26 noiembrie 1988      | 1,83 m   |          |        | SCM Craiova |
| 71  | Pivot           | Bobana Klikovac             | 27 iunie 1995          | 1,81 m   |          |        | SCM Craiova |
| 77  | Centru          | Andreea Pricopi             | 20 februarie 1994      | 1,75 m   |          |        | SCM Craiova |
| 88  | Inter dreapta   | Patricia Vizitiu            | 15 octombrie 1988      | 1,75 m   |          |        | SCM Craiova |
| 89  | Inter stânga    | Cristina Florianu (căpitan) | 29 septembrie 1989     | 1,83 m   |          |        | SCM Craiova |

### CSU Danubius Galați
Antrenor principal:  Valeriu Costea
Antrenor secund:
| Nr. | Post            | Nume              | Data nașterii (vârsta) | Înălțime | Selecții | Goluri | Echipă              |
| --- | --------------- | ----------------- | ---------------------- | -------- | -------- | ------ | ------------------- |
| 1   | Portar          | Elena Șerban      | 15 octombrie 1994      | 1,78 m   |          |        | CSU Danubius Galați |
| 3   | Extremă dreapta | Cristina Clisu    | 21 ianuarie 1987       |          |          |        | CSU Danubius Galați |
| 5   | Inter dreapta   | Cristina Marcu    | 12 aprilie 1995        |          |          |        | CSU Danubius Galați |
| 8   | Extremă stânga  | Denisa Șelever    | 23 septembrie 1996     |          |          |        | CSU Danubius Galați |
| 10  | Centru          | Daciana Balaban   | 17 aprilie 1984        | 1,69 m   |          |        | CSU Danubius Galați |
| 12  | Portar          | Emilia Anghel     | 6 ianuarie 1994        |          |          |        | CSU Danubius Galați |
| 13  | Pivot           | Nicoleta Safta    | 17 noiembrie 1994      | 1,76 m   |          |        | CSU Danubius Galați |
| 14  | Centru          | Alla Șeiko        | 13 martie 1988         | 1,76 m   |          |        | CSU Danubius Galați |
| 15  | Extremă stânga  | Andreea Mihart    | 11 noiembrie 1999      |          |          |        | CSU Danubius Galați |
| 16  | Portar          | Roxana Caragea    | 30 ianuarie 1992       |          |          |        | CSU Danubius Galați |
| 17  | Extremă dreapta | Andreea Taivan    | 27 aprilie 1997        | 1,70 m   |          |        | CSU Danubius Galați |
| 18  | Extremă stânga  | Iulia Artean      | 16 februarie 1989      | 1,75 m   |          |        | CSU Danubius Galați |
| 22  | Pivot           | Raluca Tănasă     | 21 iulie 2000          |          |          |        | CSU Danubius Galați |
| 23  | Pivot           | Mădălina Conache  | 11 februarie 1994      |          |          |        | CSU Danubius Galați |
| 23  | Inter dreapta   | Andrea Belevska1) | 3 ianuarie 1994        | 1,75 m   |          |        | CSU Danubius Galați |
| 26  | Inter dreapta   | Ana Maria Gogu    | 26 ianuarie 2000       |          |          |        | CSU Danubius Galați |
| 28  | Inter stânga    | Dajana Jovanovska | 7 octombrie 1992       | 1,80 m   |          |        | CSU Danubius Galați |
| 41  | Centru          | Elena Livrinikj   | 16 noiembrie 1992      | 1,81 m   |          |        | CSU Danubius Galați |
| 88  | Pivot           | Tamara Bokarić    | 14 februarie 1990      | 1,78 m   |          |        | CSU Danubius Galați |

1) Din 31 octombrie 2017;

### HCM Râmnicu Vâlcea
Antrenor principal:  Gheorghe Sbora (din 1 martie 2018)
Antrenor secund:  Maria Rădoi (din 1 martie 2018)
Antrenor principal:  Aurelian Roșca (până pe 28 februarie 2018)
Antrenor secund:  Gheorghe Sbora (până pe 28 februarie 2018)
Antrenor cu portarii:  Ildiko Barbu (din 1 martie 2018)
| Nr. | Post                | Nume                  | Data nașterii (vârsta) | Înălțime | Selecții | Goluri | Echipă             |
| --- | ------------------- | --------------------- | ---------------------- | -------- | -------- | ------ | ------------------ |
| 1   | Portar              | Marina Razum          | 25 februarie 1992      | 1,80 m   |          |        | HCM Râmnicu Vâlcea |
| 6   | Centru              | Alexandra Gavrilă     | 16 iunie 1995          | 1,71 m   |          |        | HCM Râmnicu Vâlcea |
| 7   | Extremă dreapta     | Cristina Mitrache5)   | 2 februarie 1997       | 1,75 m   |          |        | HCM Râmnicu Vâlcea |
| 8   | Pivot               | Florentina Craiu4)    | 24 ianuarie 1996       | 1,70 m   |          |        | HCM Râmnicu Vâlcea |
| 9   | Pivot               | Raluca Băcăoanu       | 2 mai 1989             |          |          |        | HCM Râmnicu Vâlcea |
| 10  | Centru              | Andreea Adespii       | 9 mai 1990             | 1,78 m   |          |        | HCM Râmnicu Vâlcea |
| 11  | Inter stânga        | Nataša Krnić          | 7 august 1987          | 1,83 m   |          |        | HCM Râmnicu Vâlcea |
| 12  | Portar              | Diana Ciucă           | 1 iunie 2000           |          |          |        | HCM Râmnicu Vâlcea |
| 14  | Inter dreapta       | Andrea Belevska1)     | 3 ianuarie 1994        | 1,75 m   |          |        | HCM Râmnicu Vâlcea |
| 15  | Extremă stânga      | Hermina Stoicănescu2) | 17 decembrie 1996      | 1,68 m   |          |        | HCM Râmnicu Vâlcea |
| 17  | Extremă dreapta     | Marta López           | 4 februarie 1990       | 1,68 m   |          |        | HCM Râmnicu Vâlcea |
| 18  | Extremă stânga      | Carmina Manea6)       | 5 aprilie 1989         | 1,68 m   |          |        | HCM Râmnicu Vâlcea |
| 19  | Pivot               | Sara Vukčević         | 25 martie 1992         | 1,83 m   |          |        | HCM Râmnicu Vâlcea |
| 21  | Portar              | Petra Blazek          | 15 iunie 1987          | 1,82 m   |          |        | HCM Râmnicu Vâlcea |
| 22  | Extremă stânga      | Cristina Florica      | 11 mai 1992            | 1,62 m   |          |        | HCM Râmnicu Vâlcea |
| 23  | Centru/Inter stânga | Irina Glibko          | 18 februarie 1990      | 1,70 m   |          |        | HCM Râmnicu Vâlcea |
| 24  | Inter stânga        | Ines Khouildi         | 11 martie 1985         | 1,83 m   |          |        | HCM Râmnicu Vâlcea |
| 27  | Centru              | Alicia Fernández      | 21 decembrie 1992      | 1,72 m   |          |        | HCM Râmnicu Vâlcea |
| 28  | Inter dreapta       | Natalia Vasilevskaia  | 23 februarie 1991      | 1,73 m   |          |        | HCM Râmnicu Vâlcea |
| 36  | Extremă stânga      | Ana Maria Tănasie     | 6 aprilie 1995         | 1,70 m   |          |        | HCM Râmnicu Vâlcea |
| 77  | Extremă dreapta     | Alexandra Badea       | 22 mai 1998            |          |          |        | HCM Râmnicu Vâlcea |
| 91  | Portar              | Olivia Nanu3)         | 11 august 1987         | 1,84 m   |          |        | HCM Râmnicu Vâlcea |

1) Contract reziliat cu acordul părților la începutul lunii octombrie 2017;
2) Împrumutată la CSM Slatina pe 23 octombrie 2017;
3) Până pe 30 octombrie 2017;
4) Până în decembrie 2017;
5) Împrumutată la AHCM Slobozia în ianuarie 2018;
6) Revenită în activitate în februarie 2018, după doi ani concediu pre și postnatal;

### CSM Roman
Antrenor principal:  Dumitru Muși (din 19 ianuarie 2018)
Antrenor principal:  Constantin Ștefan (până pe 19 ianuarie 2018)
Antrenor secund:  Viorel Lazăr
| Nr. | Post            | Nume                     | Data nașterii (vârsta) | Înălțime | Selecții | Goluri | Echipă    |
| --- | --------------- | ------------------------ | ---------------------- | -------- | -------- | ------ | --------- |
| 2   | Centru          | Loredana Vartic          | 2 iunie 1996           | 1,73 m   |          |        | CSM Roman |
| 5   | Extremă stânga  | Lăcrămioara Cîlici       | 16 august 1990         | 1,69 m   |          |        | CSM Roman |
| 7   | Extremă stânga  | Ana Maria Popa           | 25 februarie 1990      | 1,75 m   |          |        | CSM Roman |
| 8   | Inter dreapta   | Mihaela Stănciulescu     | 8 noiembrie 1988       |          |          |        | CSM Roman |
| 9   | Extremă dreapta | Oana Chitacu             | 12 august 1986         | 1,68 m   |          |        | CSM Roman |
| 12  | Portar          | Andreea Polocoșer        | 15 iunie 1991          | 1,82 m   |          |        | CSM Roman |
| 15  | Inter stânga    | Teja Ferfolja            | 20 septembrie 1991     | 1,82 m   |          |        | CSM Roman |
| 16  | Portar          | Viktoria Timoșenkova     | 4 noiembrie 1983       | 1,83 m   |          |        | CSM Roman |
| 17  | Centru          | Carmen Stoleru (căpitan) | 11 octombrie 1986      | 1,73 m   |          |        | CSM Roman |
| 20  | Inter dreapta   | Jasna Boljević           | 16 martie 1989         | 1,89 m   |          |        | CSM Roman |
| 22  | Portar          | Tereza Pîslaru           | 28 aprilie 1982        | 1,86 m   |          |        | CSM Roman |
| 23  | Pivot           | Alexandra Iovănescu      | 8 decembrie 1987       | 1,70 m   |          |        | CSM Roman |
| 55  | Pivot           | Ionela Simion            | 2 martie 1986          | 1,75 m   |          |        | CSM Roman |
| 77  | Extremă dreapta | Ana Maria Simion         | 5 octombrie 1988       | 1,68 m   |          |        | CSM Roman |
| 85  | Inter stânga    | Ana Miriam de Sousa      | 23 aprilie 1985        | 1,75 m   |          |        | CSM Roman |
| 90  | Portar          | Diana Petrescu           | 27 martie 1990         | 1,80 m   |          |        | CSM Roman |
| 99  | Inter dreapta   | Anca Polocoșer           | 1 mai 1997             | 1,80 m   |          |        | CSM Roman |

### CSM Slatina
Antrenor principal:  Victorina Bora
Antrenor secund:
| Nr. | Post            | Nume                      | Data nașterii (vârsta) | Înălțime | Selecții | Goluri | Echipă      |
| --- | --------------- | ------------------------- | ---------------------- | -------- | -------- | ------ | ----------- |
| 3   | Centru          | Adina Cîrligeanu          | 11 martie 1991         | 1,80 m   |          |        | CSM Slatina |
| 5   | Inter dreapta   | Carmen Veșcă              | 26 mai 1988            |          |          |        | CSM Slatina |
| 6   | Centru          | Geanina Drăghici          | 8 februarie 1989       |          |          |        | CSM Slatina |
| 7   | Extremă stânga  | Diana Constantinescu      | 13 februarie 1992      |          |          |        | CSM Slatina |
| 9   | Pivot           | Elena Fulgoi              | 1 octombrie 1999       |          |          |        | CSM Slatina |
| 11  | Pivot           | Ionela Goran3)            | 18 august 1977         |          |          |        | CSM Slatina |
| 12  | Portar          | Diana Diaconu             | 5 decembrie 1991       |          |          |        | CSM Slatina |
| 14  | Inter stânga    | Mihaela Pătuleanu         | 2 ianuarie 1989        | 1,80 m   |          |        | CSM Slatina |
| 15  | Extremă stânga  | Hermina Stoicănescu1)     | 17 decembrie 1996      | 1,68 m   |          |        | CSM Slatina |
| 16  | Portar          | Elena Nagy                | 21 ianuarie 1998       |          |          |        | CSM Slatina |
| 17  | Inter stânga    | Alexandra Andrei          | 17 aprilie 1991        | 1,73 m   |          |        | CSM Slatina |
| 18  | Centru          | Mihaela Popescu (căpitan) | 18 martie 1987         |          |          |        | CSM Slatina |
| 26  | Extremă stânga  | Nicoleta Rusu             | 26 februarie 1987      | 1,64 m   |          |        | CSM Slatina |
| 27  | Pivot           | Lorena Ostase             | 25 iulie 1997          | 1,79 m   |          |        | CSM Slatina |
| 30  | Extremă dreapta | Sonia Seraficeanu         | 25 iulie 1997          |          |          |        | CSM Slatina |
| 66  | Inter stânga    | Iulia Andrei              | 19 martie 1997         | 1,76 m   |          |        | CSM Slatina |
| 67  | Inter dreapta   | Ștefania Lazăr            | 15 aprilie 1989        | 1,77 m   |          |        | CSM Slatina |
| 88  | Portar          | Daniela Vălean            | 15 iulie 1988          | 1,76 m   |          |        | CSM Slatina |
| 92  | Portar          | Mădălina Pușcaș2)         | 12 noiembrie 1992      | 1,74 m   |          |        | CSM Slatina |

1) Împrumutată de la HCM Râmnicu Vâlcea în octombrie 2017;
2) Din 20 octombrie 2017, transferată de la Kisvárdai KC;
3) Până pe 10 ianuarie 2018;

### AHCM Slobozia
Antrenor principal:  Gheorghe Covaciu (din 20 septembrie 2017)
Antrenor principal:  Dumitru Muși (până pe 17 septembrie 2017)
Antrenor secund:  Marius Milea
| Nr. | Post            | Nume                     | Data nașterii (vârsta) | Înălțime | Selecții | Goluri | Echipă       |
| --- | --------------- | ------------------------ | ---------------------- | -------- | -------- | ------ | ------------ |
| 1   | Portar          | Mădălina Ion             | 23 februarie 1996      | 1,79 m   |          |        | HCM Slobozia |
| 7   | Extremă dreapta | Cristina Mitrache3)      | 2 februarie 1997       | 1,75 m   |          |        | HCM Slobozia |
| 8   | Inter stânga    | Irina Marchidanu         | 24 iulie 1985          | 1,76 m   |          |        | HCM Slobozia |
| 9   | Inter stânga    | Alexandra Georgescu      | 31 mai 1995            | 1,77 m   |          |        | HCM Slobozia |
| 10  | Inter stânga    | Andreea Pătuleanu        | 9 iulie 1992           | 1,78 m   |          |        | HCM Slobozia |
| 11  | Inter stânga    | Andreea Enescu (căpitan) | 4 octombrie 1981       | 1,80 m   |          |        | HCM Slobozia |
| 14  | Extremă dreapta | Mădălina Predoi          | 4 ianuarie 1992        |          |          |        | HCM Slobozia |
| 16  | Portar          | Cristina Oancea          | 27 februarie 1999      |          |          |        | HCM Slobozia |
| 17  | Extremă stânga  | Raluca Nicolae           | 28 ianuarie 1999       |          |          |        | HCM Slobozia |
| 18  | Inter dreapta   | Andreea Ivan             | 18 februarie 1991      |          |          |        | HCM Slobozia |
| 20  | Centru          | Daniela Corban1)         | 5 ianuarie 1996        | 1,68 m   |          |        | HCM Slobozia |
| 22  | Pivot           | Mouna Jlezi2)            | 22 iunie 1991          | 1,73 m   |          |        | HCM Slobozia |
| 23  | Pivot           | Iaroslava Burlacenko     | 14 mai 1992            | 1,79 m   |          |        | HCM Slobozia |
| 28  | Extremă dreapta | Alina Dragu              | 14 iulie 1998          |          |          |        | HCM Slobozia |
| 88  | Inter stânga    | Raluca Dăscălete         | 8 ianuarie 1992        |          |          |        | HCM Slobozia |
| 92  | Extremă stânga  | Mădălina Toma            | 22 mai 1992            |          |          |        | HCM Slobozia |
| 94  | Portar          | Ana Maria Inculeț        | 21 octombrie 1994      | 1,82 m   |          |        | HCM Slobozia |
| 96  | Inter dreapta   | Alina Ilie               | 13 mai 1996            | 1,77 m   |          |        | HCM Slobozia |
| 97  | Extremă stânga  | Cătălina Sava            | 26 august 1997         |          |          |        | HCM Slobozia |
|     | Inter stânga    | Iulia Cernova2)          | 9 noiembrie 1992       | 1,80 m   |          |        | HCM Slobozia |

1) Până în decembrie 2017, când s-a transferat la HC Dunărea Brăila;
2) Din ianuarie 2018;
3) Împrumutată de la HCM Râmnicu Vâlcea în ianuarie 2018;

### HC Zalău
Antrenor principal:  Gheorghe Tadici
Antrenor secund:  Elena Tadici
| Nr. | Post            | Nume                       | Data nașterii (vârsta) | Înălțime | Selecții | Goluri | Echipă   |
| --- | --------------- | -------------------------- | ---------------------- | -------- | -------- | ------ | -------- |
| 1   | Portar          | Raluca Kelemen             | 24 februarie 1998      | 1,80 m   |          |        | HC Zalău |
| 3   | Centru          | Diana Nichitean            | 11 martie 1998         | 1,80 m   |          |        | HC Zalău |
| 5   | Inter dreapta   | Larisa Tămaș               | 16 mai 1994            | 1,76 m   |          |        | HC Zalău |
| 8   | Extremă dreapta | Cristiana Nica             | 28 octombrie 1987      | 1,65 m   |          |        | HC Zalău |
| 9   | Extremă dreapta | Andrada Trif               | 20 octombrie 1990      | 1,74 m   |          |        | HC Zalău |
| 10  | Extremă stânga  | Valentina Panici (căpitan) | 1 ianuarie 1988        | 1,65 m   |          |        | HC Zalău |
| 11  | Pivot           | Raluca Crap                | 4 februarie 1990       | 1,81 m   |          |        | HC Zalău |
| 12  | Portar          | Paula Vișan                | 26 martie 1984         | 1,78 m   |          |        | HC Zalău |
| 14  | Pivot           | Dana Abed-Kader            | 21 iunie 1996          | 1,74 m   |          |        | HC Zalău |
| 15  | Extremă stânga  | Alexandra Bojan1)          | 6 iunie 1998           | 1,72 m   |          |        | HC Zalău |
| 16  | Portar          | Adina Sabău                | 12 februarie 1997      | 1,83 m   |          |        | HC Zalău |
| 17  | Inter stânga    | Sabrina Lazea              | 1 noiembrie 1997       | 1,80 m   |          |        | HC Zalău |
| 18  | Centru          | Roxana Rob                 | 29 mai 1992            | 1,73 m   |          |        | HC Zalău |
| 19  | Inter dreapta   | Ana Maria Dragut           | 24 februarie 1990      | 1,87 m   |          |        | HC Zalău |
| 20  | Inter stânga    | Claudia Constantinescu     | 18 iunie 1994          | 1,78 m   |          |        | HC Zalău |
| 22  | Inter stânga    | Andreea Stângă             | 6 aprilie 1998         | 1,87 m   |          |        | HC Zalău |
| 23  | Pivot           | Ana Ciolan                 | 29 septembrie 1992     | 1,79 m   |          |        | HC Zalău |

1) Contract reziliat în decembrie 2017;